# Catherine Harlé (agence)
Pour les articles homonymes, voir Harlé.
Catherine Harlé (du nom de sa fondatrice) est une agence de mannequins française, particulièrement active dans les années 1960.
Rassemblant sous son enseigne la plupart des jeunes femmes emblématiques de l'époque, elle fait partie de l'histoire de la mode des années 1960.

## Historique
En 1958, la cover-girl américaine Dorian Leigh crée la première agence de mannequins en France où cette profession est jusqu'alors inorganisée. Quelques mois plus tard, la photographe Catherine Harlé, qui travaille avec elle, décide de s'installer à son compte et ouvre une agence à son nom.
Les débuts de Catherine Harlé sont incertains, mais l'agence prend son essor avec l'arrivée de Nicole de Lamargé dont le physique est remarqué par les photographes et les rédactrices de mode. La présence répétée de ce mannequin sur les couvertures de magazines, à commencer par Elle, amène à l'agence de nombreuses autres candidates au mannequinat. Parmi celles-ci, certaines vont devenir les visages les plus connus des années 1960. D'autres, qui bénéficient déjà d'une notoriété, rejoignent l'agence dont la croissance multiplie les possibilités de contrats.
En 1966, Catherine Harlé devient, avec Dorian Leigh et Paris-Planning, l'une des trois agences les plus importantes d'Europe. Ce trio compte à l'époque dans ses rangs plus de 200 mannequins.
Selon Jean-Marie Creuzeau, Catherine Harlé est le pseudonyme de Colette Normandin, issue d'une vieille famille de distillateurs des environs de Jarnac, dans la maison desquels « fut tourné un des premiers films[Lequel ?] de l'histoire du cinématographe ». Il dépeint ainsi la fondatrice de cette agence : « volontaire, précise dans ses programmations, exigeante dans l'exactitude et le sérieux nécessaire à cette profession de l'éphémère […] elle-même une artiste ».

## Mannequins
- Muriel Baptiste
- Caroline de Bendern (en)[4]
- Kitty Bécaud[5]
- Chantal Benoist, dite Jennifer[6]
- Christine Boisson
- Aurore Clément
- Yasmine Dahm
- Dani
- Marianne Faithfull
- Talitha Getty
- Anna Karina
- Nicole de Lamargé
- Amanda Lear
- Nico
- Anita Pallenberg
- Joanna Shimkus
- Élizabeth Teissier
- Karine Verlier
- Veruschka
- Zouzou

## Catherine Harlédans la musique
En 1966, la notoriété de Catherine Harlé amène Jacques Lanzmann à évoquer ses mannequins dans la chanson Les Play-Boys chantée par Jacques Dutronc:

« Il y a les drogués, les fous du Zen,
Ceux qui lisent et ceux qui savent parler
Aux mann'quins d'chez Catherine Harlé,
Ceux qui s'marient à la Madeleine […] »